# Płoszcza Ukrajinśkych Herojiw
Płoszcza Ukrajinśkych Herojiw (ukr. Площа Українських Героїв) – jedna ze stacji kijowskiego metra na linii Obołonśko-Teremkiwśkiej. Została otwarta 19 grudnia 1981.
Stacja pierwotnie nosiła nazwę Plac Lwa Tołstoja (Площа Льва Толстого, Płoszcza Lwa Tołstoho) od placu zlokalizowanego nad stacją. W maju 2023 nazwę stacji wraz z placem zmieniono na Plac Ukraińskich Bohaterów, upamiętniając poległych w walce z trwającą od 2022 pełnoskalową rosyjską inwazją.